# Mury miejskie we Wrocławiu
Mury miejskie Wrocławia – sieć budowli obronnych wokół historycznego centrum Wrocławia, częściowo zachowana do dziś.

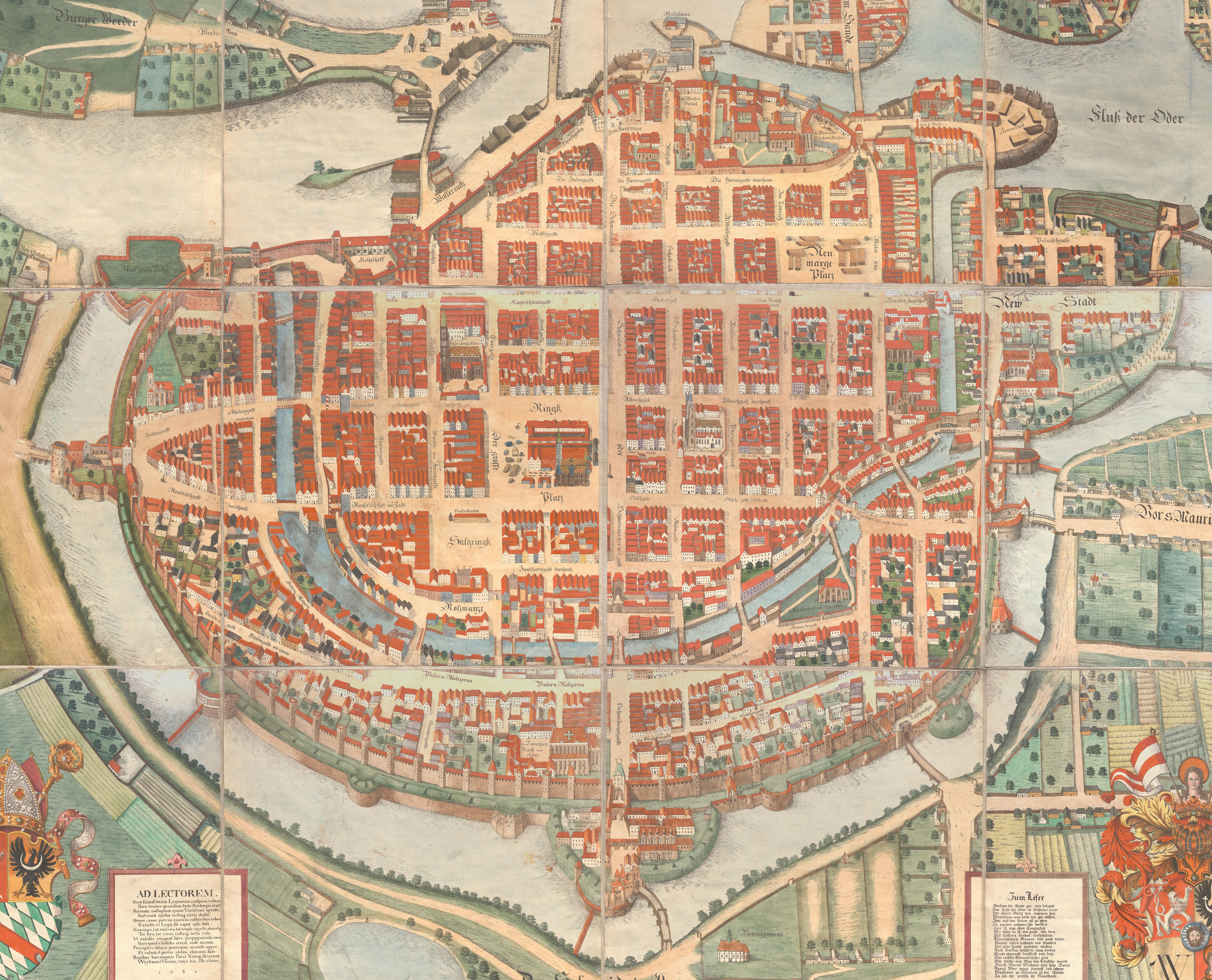
Aksonometryczny plan Wrocławia z 1562, kopia Partscha z 1826 r.

## Historia
Mury miejskie zaczęto budować w połowie XIII wieku, po atakach mongolskich. W 1291 roku Henryk V rozpoczął również budowę pierwszej fosy miejskiej.
Miasto szybko się rozwijało i wymagało nowego pierścienia murów, który został zbudowany w latach 1299–1351. Stary, wewnętrzny mur stracił swoje funkcje obronne. Nowe Miasto zostało ufortyfikowane dopiero w XV wieku. W 1526 roku rozpoczęto budowę nowych fortyfikacji obejmujących Nowe Miasto i dotychczasowe przedmieścia mikołajskie, świdnickie i oławskie – z osadą tkaczy walońskich. Nowy obręb murów ukończono w 1594 roku. Po zdobyciu miasta przez wojska francuskie dowodzone przez Hieronima Bonaparte w 1807 r. na rozkaz okupanta rozpoczęto rozbiórkę fortyfikacji.

## Zachowane struktury
Z historycznych murów miejskich, do XX wieku, w pełni zachowała się tylko jedna baszta obronna; Baszta Niedźwiadka (zniszczona w 75% podczas II wojny światowej, później odbudowana). Zachowały się także resztki kilku bastionów oraz fragment muru w pobliżu arsenału miejskiego. Wszystkie bramy miejskie zostały zniszczone.

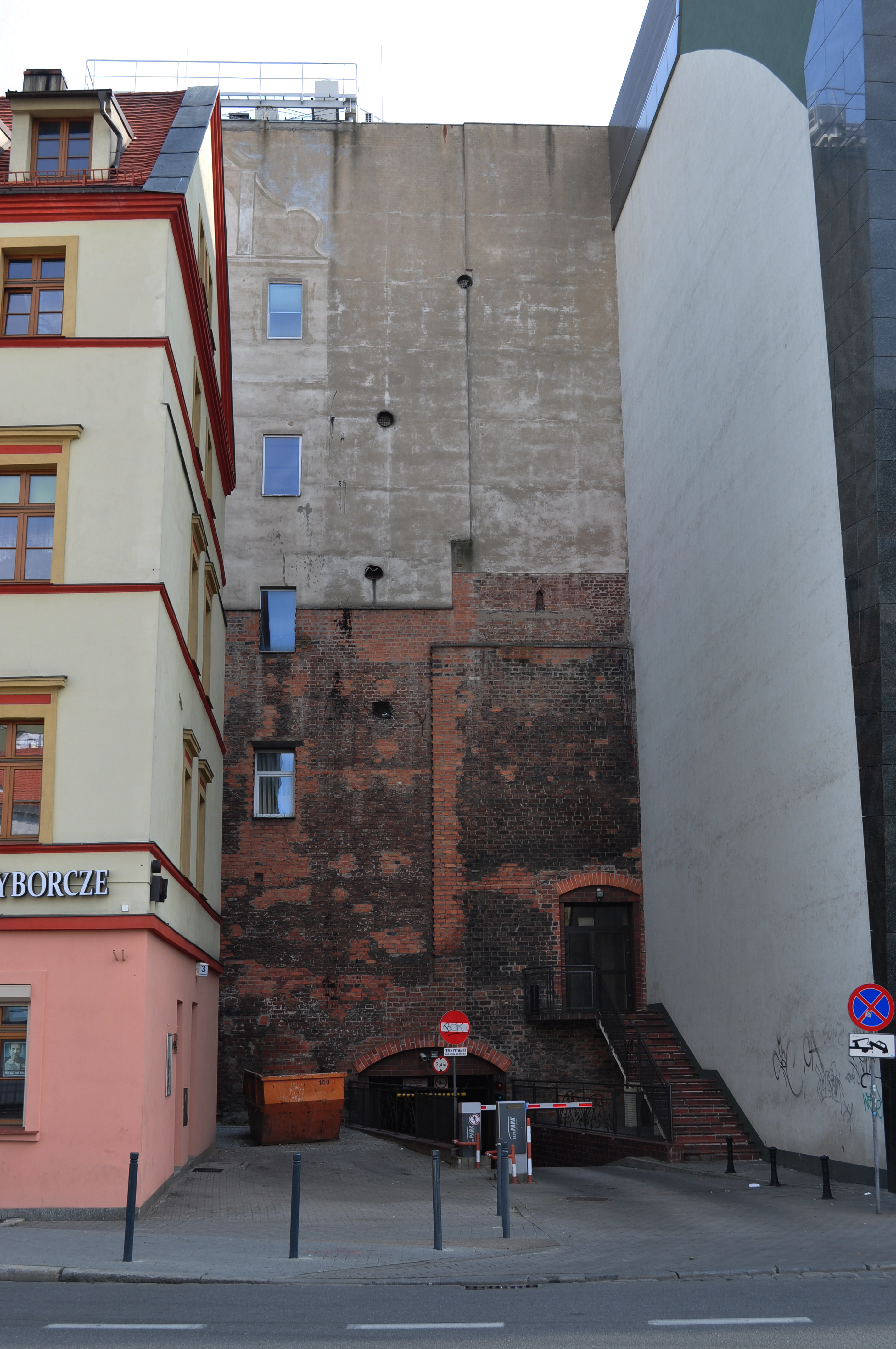
Fragment muru obronnego (ob. część ściany tylnej oficyn przy ul. Rzeźniczej 29 – 33)
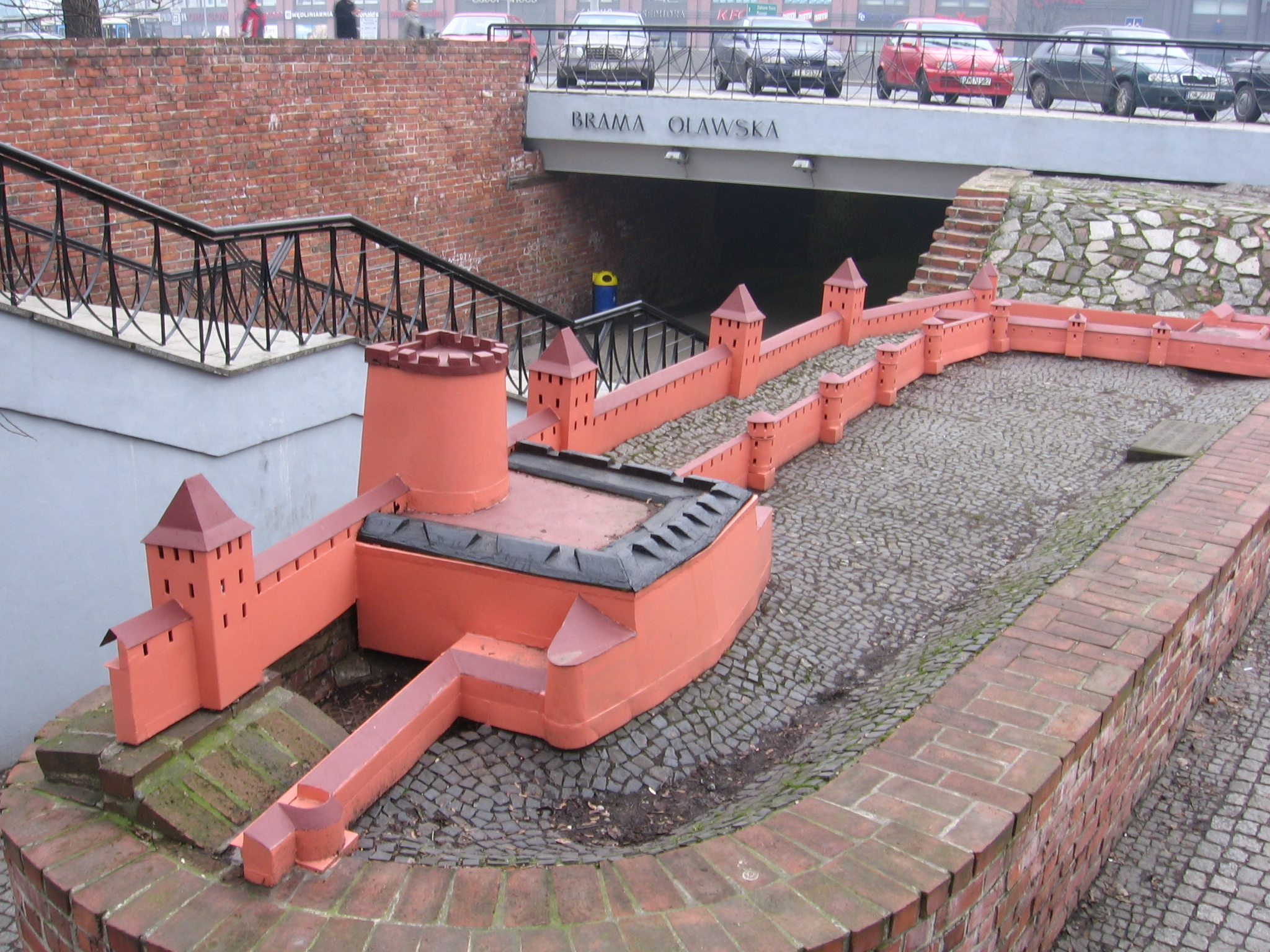
Brama Oławska (część podziemna) i fragment murów obronnych
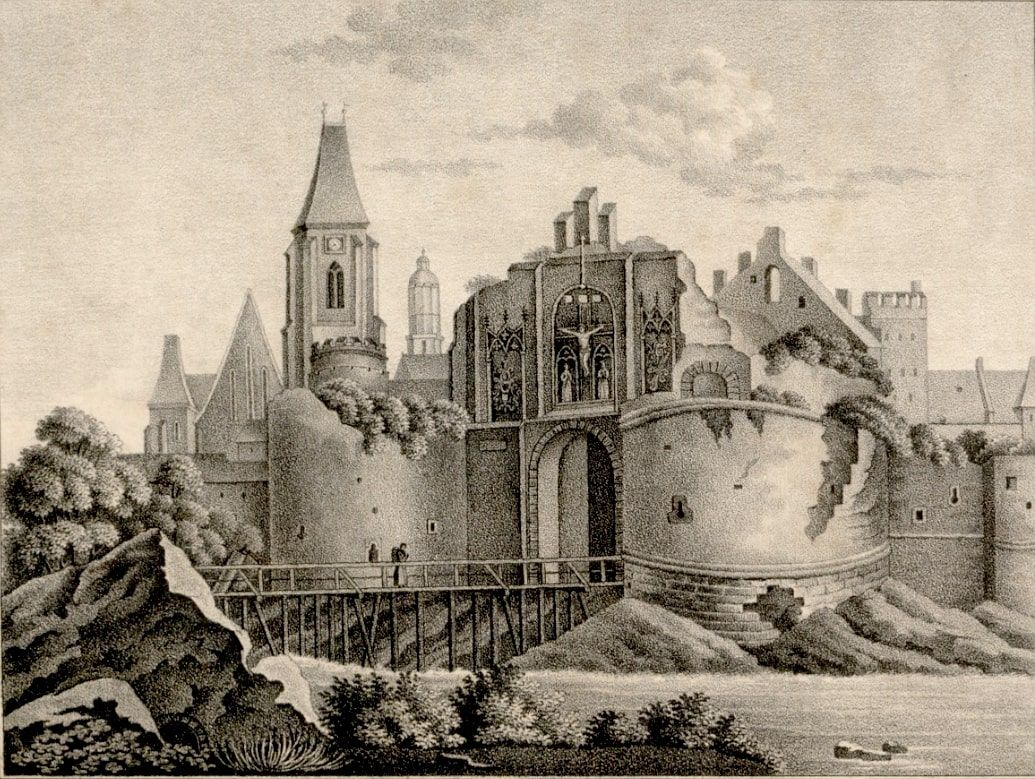
Ruiny Bramy Mikołajskiej, 1841
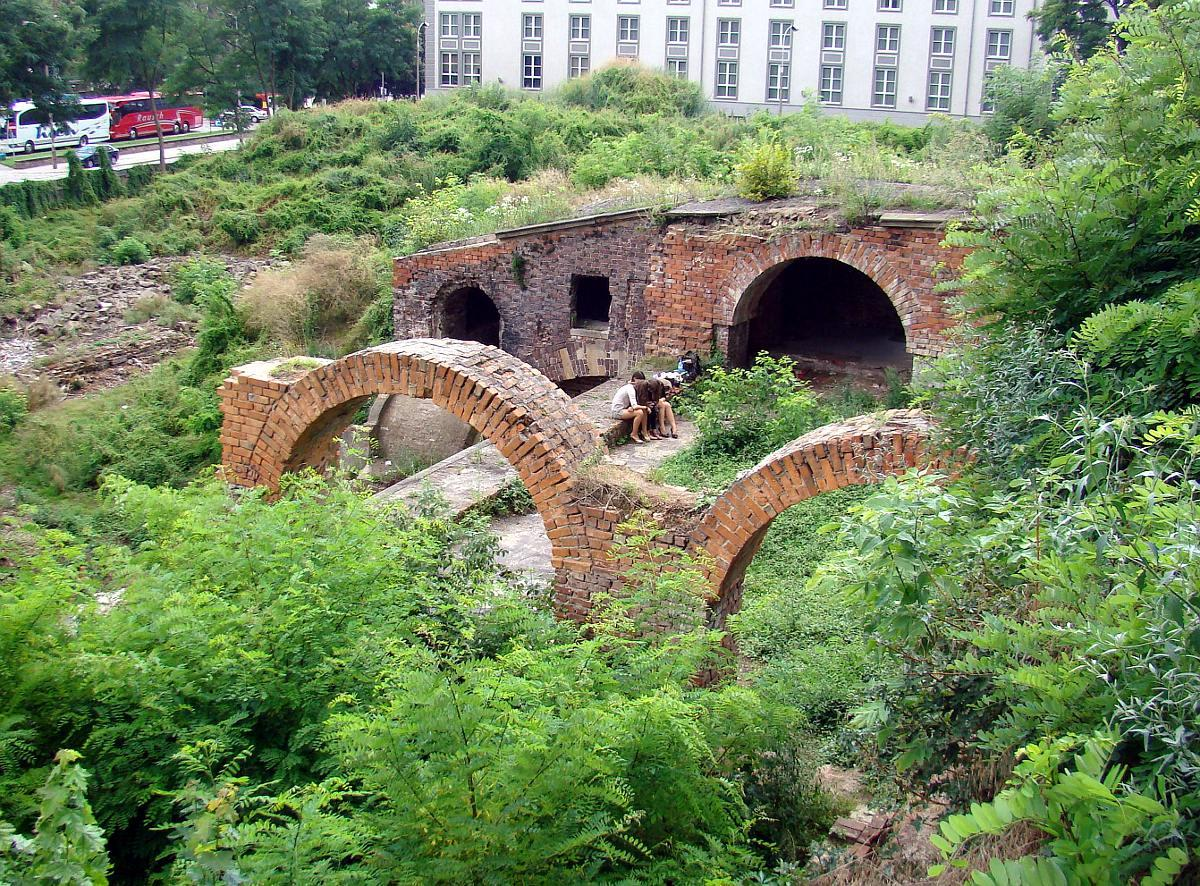
Bastion Ceglarski
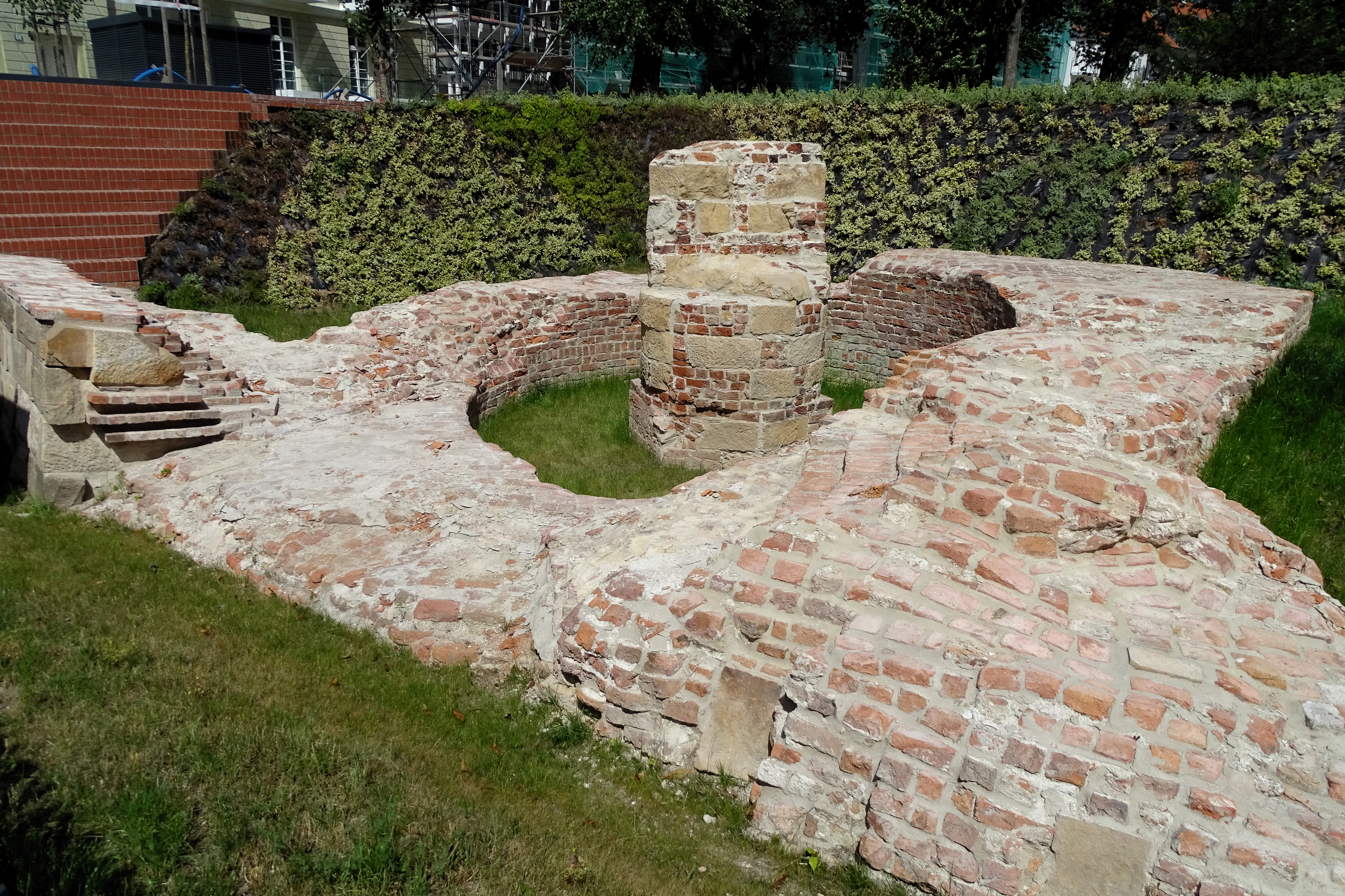
Pozostałości Bastionu Kleszczowego